# Murray Hill (Kentucky)
Pour les articles homonymes, voir Murray Hill (homonymie).
Murray Hill est une ville américaine située dans le comté de Jefferson, dans le Kentucky. Selon le recensement de 2020, sa population est de 565 habitants.